# CPM 22 (álbum)
| Críticas profissionais | Críticas profissionais |
| Avaliações da crítica  | Avaliações da crítica  |
| Fonte                  | Avaliação              |
| ---------------------- | ---------------------- |
| CliqueMusic            | [ 1 ]                  |

CPM 22 é o segundo álbum de estúdio da banda de rock brasileira CPM 22, lançado em 2001 pela Abril Music. As músicas de trabalho do álbum são "Regina Let's Go!", "Tarde de Outubro" e "O Mundo Dá Voltas", todas acompanhadas de videoclipes.

## Faixas
Com base no encarte do CD.
| N.º            | Título                     | Letras                                                 | Duração |  |
| 1.             | "Regina Let's Go!"         | Badauí, Portoga                                        | 2:15    |  |
| 2.             | "Tarde de Outubro"         | Badauí, Luciano, Wally, Japinha, Portoga               | 2:19    |  |
| 3.             | "O Chão Que Ela Pisa"      | Paulo Anhaia, Badauí, Luciano, Wally, Japinha, Portoga | 2:59    |  |
| 4.             | "O Perdedor (Bohrizloser)" | Badauí, Wally                                          | 2:53    |  |
| 5.             | "Anteontem"                | Wally                                                  | 3:04    |  |
| 6.             | "60 Segundos"              | Badauí, Luciano, Wally, Japinha, Portoga               | 2:28    |  |
| 7.             | "A Velha História"         | Badauí, Luciano, Wally, Japinha, Portoga               | 3:28    |  |
| 8.             | "Antes Que Seja Tarde"     | Badauí, Luciano, Wally, Japinha, Portoga               | 3:09    |  |
| 9.             | "Melancolia"               | Paulo Anhaia, Badauí, Luciano, Wally, Japinha, Portoga | 3:41    |  |
| 10.            | "O Mundo Dá Voltas"        | Badauí, Luciano                                        | 2:57    |  |
| 11.            | "+1 Dia"                   | Badauí, Wally, Portoga                                 | 2:05    |  |
| 12.            | "...É Isso"                | Badauí, Wally                                          | 2:34    |  |
| 13.            | "Últimas Palavras"         | Badauí, Luciano, Wally, Japinha, Portoga               | 3:06    |  |
| 14.            | "2 Semanas"                | Portoga, Paulo Anhaia                                  | 2:46    |  |
| Duração total: | Duração total:             | Duração total:                                         | 39:47   |  |

## Formação
Com base no encarte do CD.
- Badauí: vocal
- Wally: guitarra
- Luciano Garcia: guitarra
- Portoga: baixo
- Japinha: bateria

## Certificações
| País                       | Certificação | Vendas   |
| -------------------------- | ------------ | -------- |
| Brasil (Pro-Música Brasil) | Ouro         | 100 000+ |

## Prêmios e indicações
| Ano  | Premiação     | Categoria                       | Resultado | Ref.  |
| ---- | ------------- | ------------------------------- | --------- | ----- |
| 2002 | Grammy Latino | Melhor Álbum de Rock Brasileiro | Indicado  | [ 6 ] |